# Caravaggio

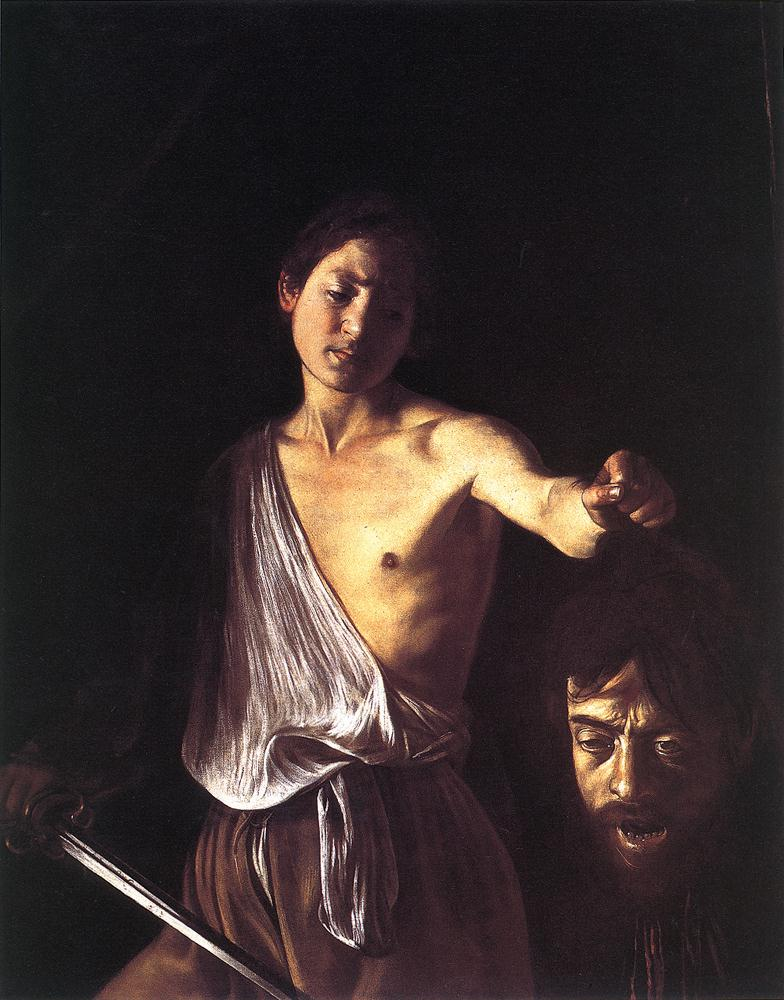
Tabloul cu David ținând în mână capul lui Goliat (Goliat reprezintă autoportretul lui Caravaggio)

Michelangelo Merisi da Caravaggio (n. 29 septembrie 1571, Milano, Imperiul Spaniol – d. 18 iulie 1610, Porto Ercole⁠(d), Monte Argentario, Toscana, Italia), numit după orașul său natal Caravaggio, lângă Milano, a fost un pictor italian considerat precursor al stilului baroc, indiscutabil unul dintre cei mai mari novatori din istoria picturii. Caravaggio respinge ierarhia genurilor și canonul frumuseții în pictură, conceput de umaniștii care au idealizat corpul omenesc. Pentru sublinierea realismului brutal al tablourilor sale, artistul folosește un dramatic contrast de clarobscur. Scenele biblice le înfățișează ca imagini de viață cotidiană, dând astfel tablourilor religioase o dimensiune umană deosebită. Biografii s-au apucat curând după moartea artistului, încă din secolul al XVII-lea, să scrie cărți despre viața lui Caravaggio. Realitatea se amestecă în aceste scrieri cu fantezia, dar ele povestesc întotdeauna despre aventuri, scandaluri și despre destinul schimbător al artistului.

## Viața și opera
Caravaggio, un orășel din Lombardia în apropiere de Bergamo, era așezat în secolul al XVI-lea la hotarul dintre două state vrăjmașe: Ducatul Milanez și Republica Venețiană, inevitabil expus trecerii oștilor aflate în luptă. Era regiunea pe care oamenii o numeau „patria fruntariilor, tâlharilor și asasinilor”. Aici s-a născut, la 29 septembrie 1571, Michelangelo, fiul lui Fermo Merisi și al Luciei Oratoria. La vârsta de opt ani și-a pierdut tatăl. Îi plăcea să deseneze cu cărbune și în 1584 intră în atelierul pictorului milanez Simone Peterzano. Se dovedește a fi un elev talentat și sârguincios, studiază anatomia și principiile perspectivei, tehnica picturii în ulei și a frescei. Își încheie ucenicia după patru ani și părăsește atelierul maestrului său, cu dorința de a cunoaște operele marilor maeștri florentini și venețieni. După mai multe peregrinări, în 1592 sosește la Roma. Petrece zilele lucrând intens, iar nopțile hoinărind prin cartierele rău famate, ia contact cu oamenii simpli pe care îi redă pe pânză. Diminețile se străduiește să-și vândă picturile în fața bisericilor pentru câțiva bani, seara obține o cină pentru un portret realizat pe loc, sub ochii uimiți ai birtașului.
Soarta artistului se schimbă atunci când Pandolfo Pucci, juristul Curții Romane, îi oferă protecția, în schimbul pictării unor tablouri. Pentru Caravaggio "protecție" înseamnă exploatare, fuge luând-o cu el pe frumoasa Alexandra, pupila lui Pucci, dar această aventură amoroasă nu va avea viitor. Lucrează pentru puțin timp în atelierul pictorului din Siena, Antiveduto Grammatica, abandonează însă munca de atelier pentru a se arunca iar în vâltoarea "vieții adevărate".

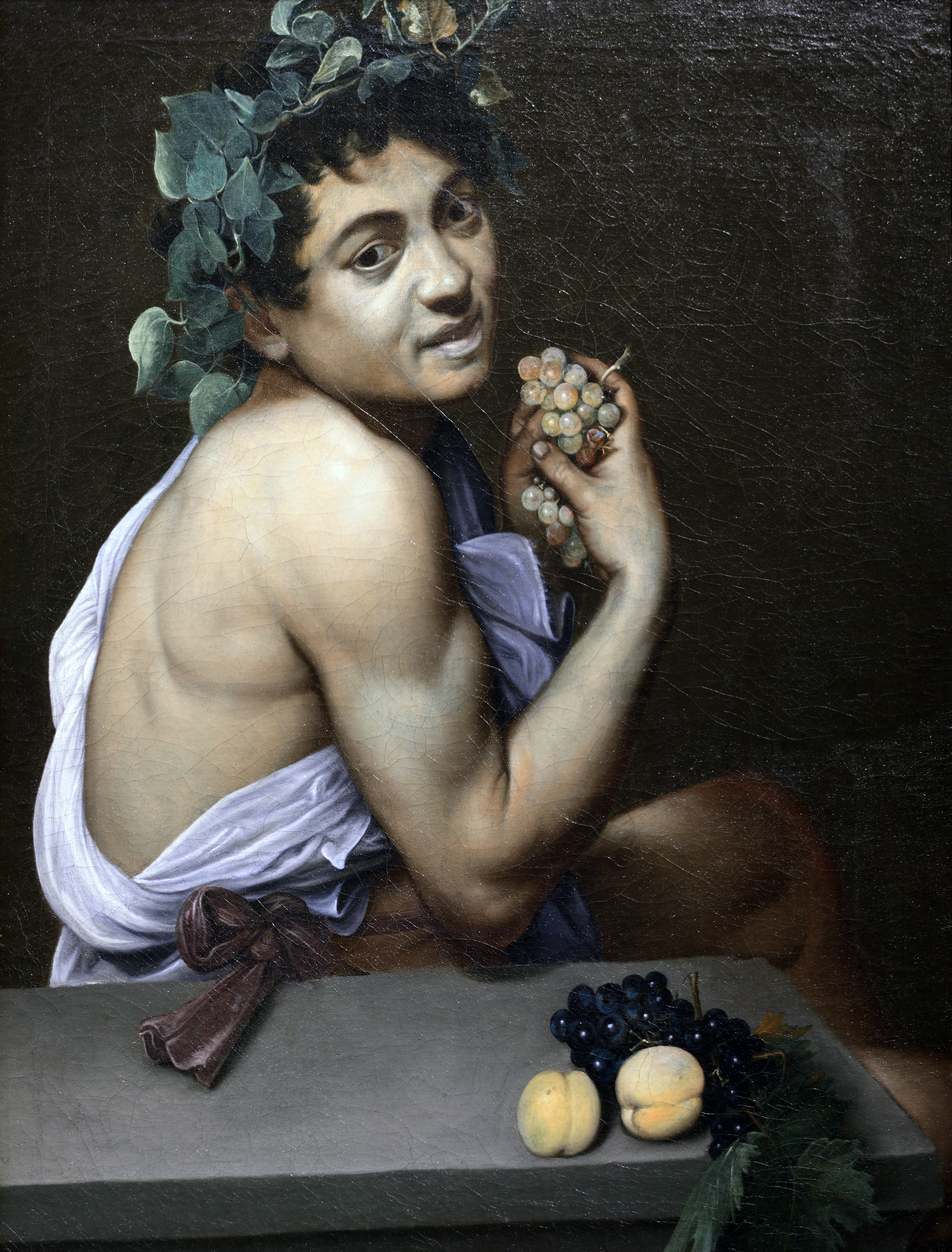
Bacchus bolnav (Bacchino malato), 1593-1594

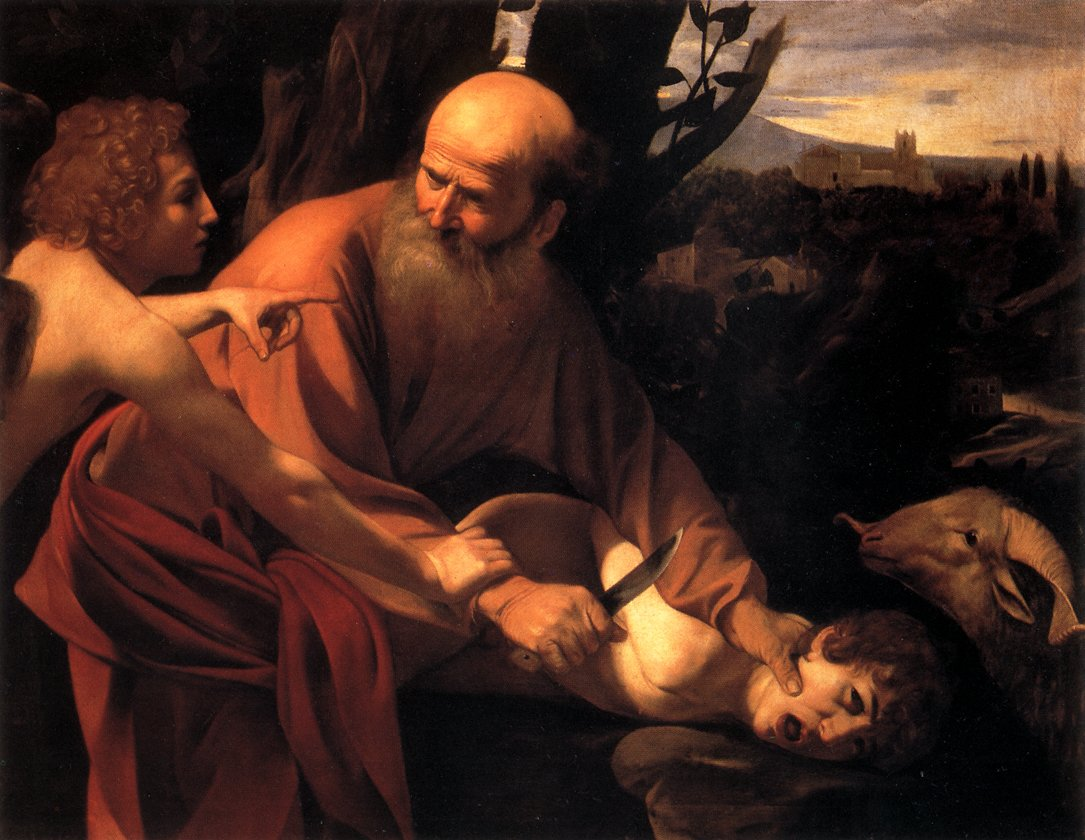
Sacrificiul lui Isaac (1601)

În 1593, bolnav, încearcă să plece din Roma, dar la poarta orașului face o criză (probabil de malarie) și își pierde cunoștința. Își revine într-un salon al spitalului Santa Maria della Consolazione, între bolnavi de ciumă, muribunzi și alienați mintal. Tabloul "Bacchus bolnav" (Bacchino malato) este, probabil, autoportretul său pictat în timpul internării în spital, sau, poate ceva mai târziu, în atelierul lui Cavaliere d'Arpino. Când părăsește spitalul, norocul pare să-i surîdă. Lucrează pentru diverși pictori, printre alții, pentru pictorul manierist la modă, Giuseppe Cesari, cunoscut sub numele de Cavaliere d'Arpino, la care pictează în special fructe și flori. Când cardinalul del Monte îl învită în 1596 la curtea sa, totul avea să se schimbe.
Tablourile lui Caravaggio, Băiat cu un coș cu fructe, 1594 sau Tânără femeie cântând la lăută, 1595-1596 plac notabilităților și colecționarilor de artă din Roma, și primește tot mai multe comenzi. În 1599 începe lucrul la seria dedicată vieții Sfântului Matei, pentru capela Contarelli a bisericii San Luigi dei Francesi. În 1602 termină versiunea a doua a tabloului Sfântul Matei și Îngerul. Prima variantă fusese considerată, datorită naturalismului său, nedemnă pentru o biserică. Firea lui rebelă răbufnește și în viața cotidiană, lansează în mod public critici ironice la adresa adversarilor săi. Pictorul Givanni Baglione îi intentează un proces pentru calomnie, în 1604 este acuzat că a aruncat o farfurie cu anghinarie în obrazul unui ospătar. Un contemporan îl descrie astfel: „Este în stare să lucreze neîntrerupt două săptămâni în șir, ca apoi să vagabondeze o lună sau două, în compania slugii sale și, cu pumnalul la șold, să caute distracții, gata oricând de duel sau de încăierare...” (G. Borsieri)
În 1606 Caravaggio îl ucide în duel pe pictorul Ranuccio Tommasoni și este el însuși grav rănit. Este arestat, dar reușește să evadeze din închisoare și să ajungă la Napoli. Pictează tablouri pentru câteva biserici din oraș, apoi se mută în insula Malta, unde face portretul marelui maestru al ordinului Cavalerilor de Malta, Alof Wignacourt. La 14 iulie 1608 i se conferă titlul de cavaler-monah, dar în urma unui conflict cu un alt cavaler, ajunge din nou în închisoare. Scapă și de data aceasta, evadând, trece cu o barcă mică cu vâsle în Sicilia, de unde își continuă drumul înspre Messina, apoi la Palermo. Duce o viață de pribeag, dar este într-o excelentă formă artistică, executând o serie întreagă de lucrări. La sfârșitul anului 1609 se îmbarcă spre Napoli, se lasă atras într-o încăierare, adversarii săi îl cred mort și îl abandonează, dar Caravaggio se reface și după acest incident.
În speranța că va fi grațiat de papă, pornește din nou spre Roma. În iulie 1610 ajunge cu o felucă la garnizoana spaniolă din Porto Ercole, la granița cu Statul Papal. Este arestat din greșeală, apoi, eliberat după două zile, își caută în zadar ambarcația lăsată pe malul mării. Și-a pierdut toată avuția și la 18 iulie 1610 moare în urma unei crize grave de malarie.

## Galerie

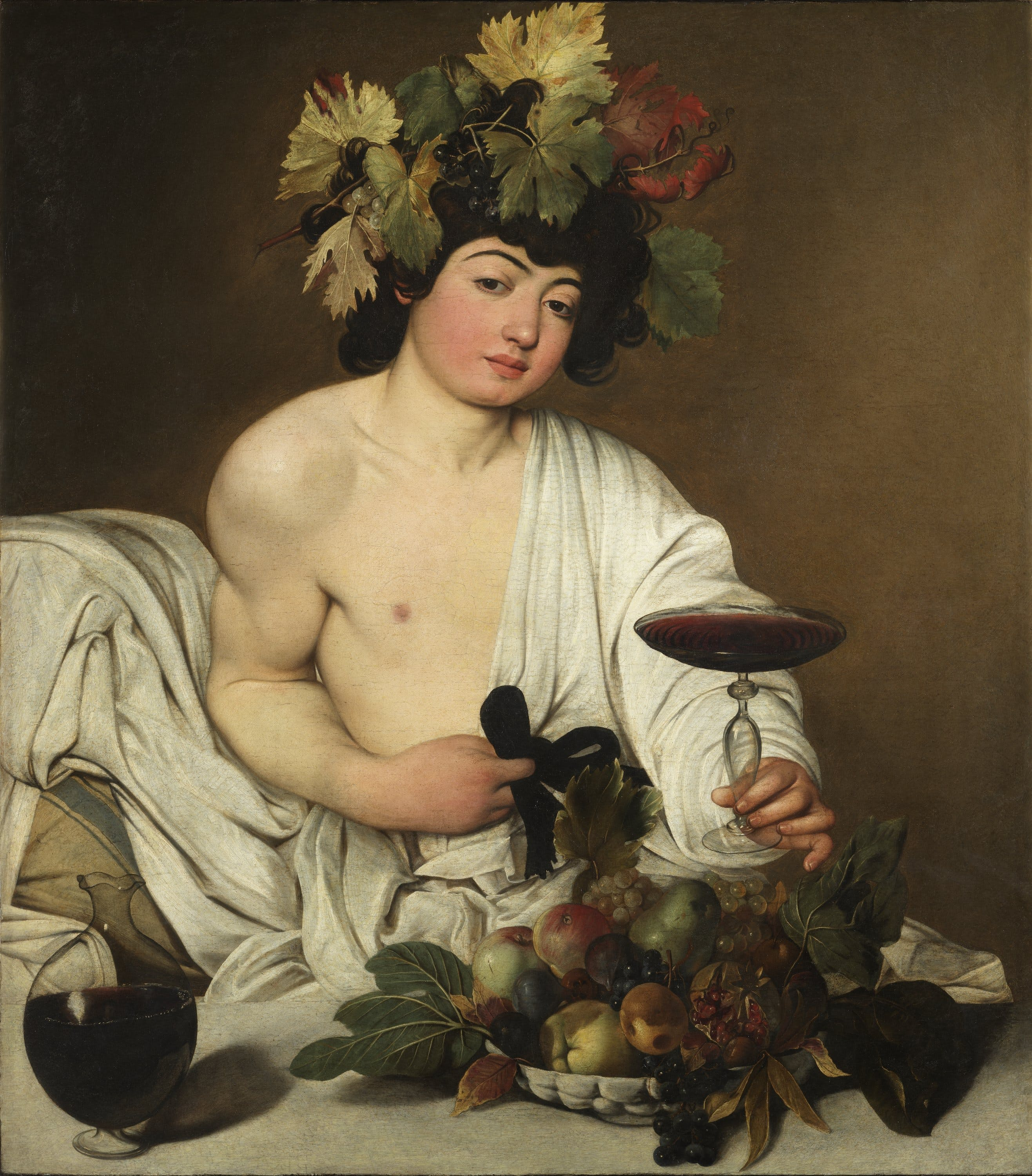
Bacchus, 1596
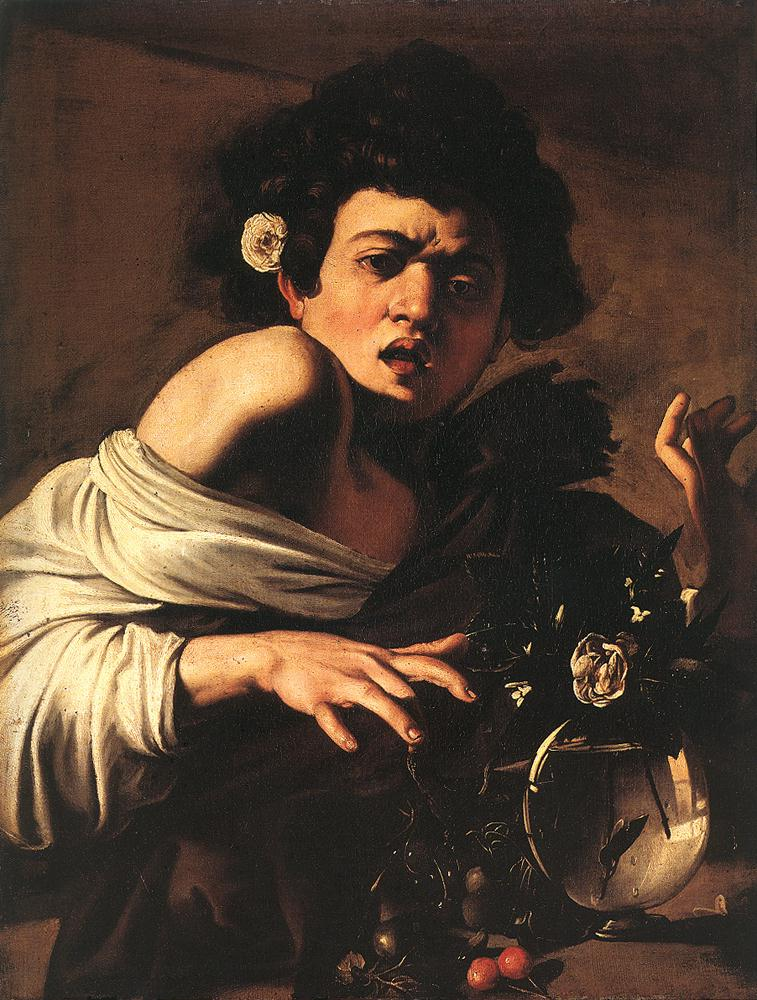
Băiat mușcat de șopârlă, 1597
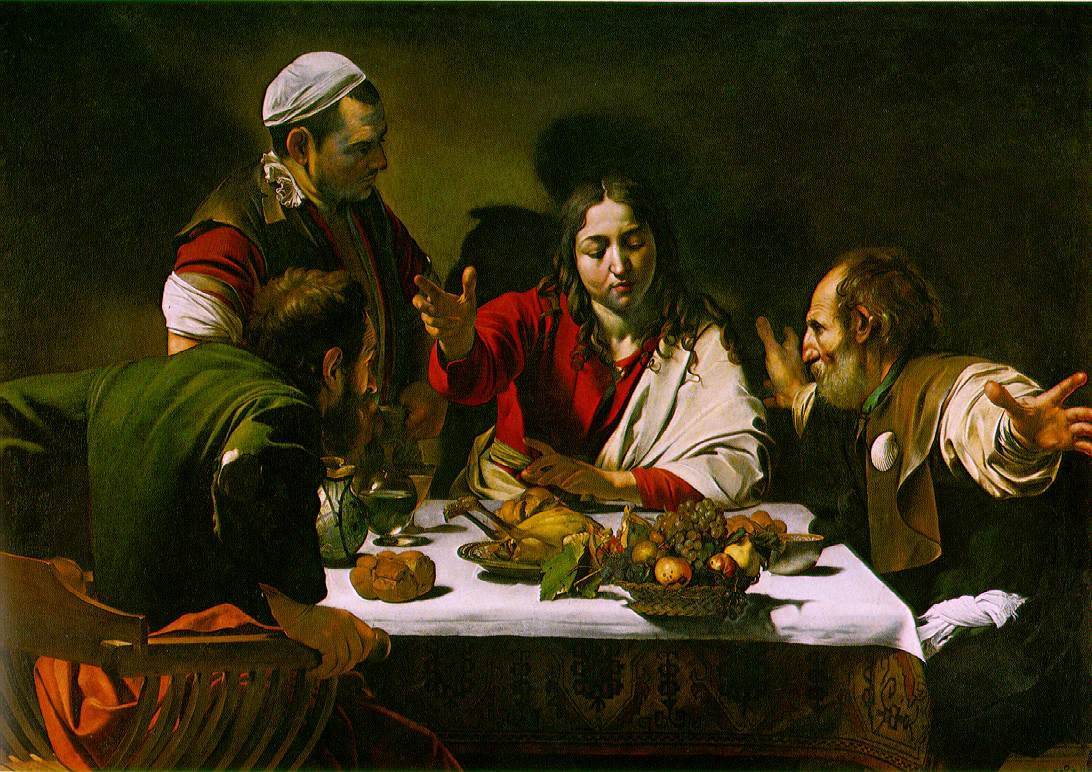
Cina din Emmaus, 1601-1602
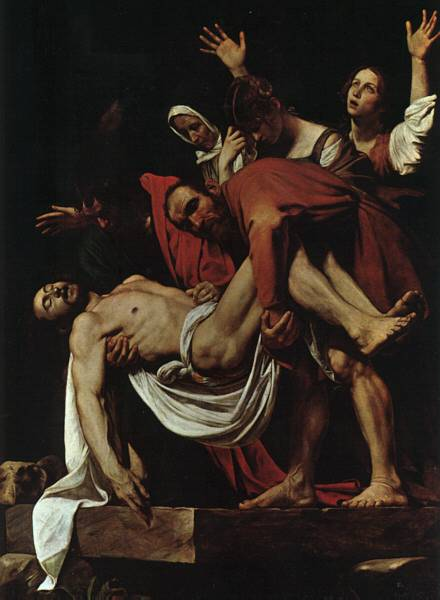
Punerea în mormânt, 1602-1603

În Galleria degli Uffizi din Florența tabloul Bacchus al lui Caravaggio iese în evidență prin gama sa coloristică bogată și armoniile subtile. În intenția sa, pictura poate sugera dorința de plăceri, dar rodia crăpată și frunzele de toamnă reamintesc vremelnicia vieții și îndeamnă la savurarea clipei prezente. Ciudata tristețe și ușoara grimasă a lui Bacchus, prefigurat ca tânăr adolescent, aduce o anume ambiguitate în tablou.
Scena morții lui Holofern, după o legendă din Vechiul Testament, surprinde momentul când Iudita, după ce l-a îmbătat pe conducătorul cuceritorilor, îi taie capul. Realismul extrem al tabloului produce un efect cutremurător, chipurile pictate exprimă durere, oroare, spaimă și groază.
"Cina din Emmaus" este legată de zugrăvirea tradițională a episodului biblic de către pictorii venețieni Tiziano și Veronese. La fel ca în cele mai multe opere ale lui Caravaggio, lumina vine din stânga, dar în plus radiază și chipul lui Iisus. În opoziție cu tradiția iconografică, Iisus este înfățișat fără barbă, conform cuvintelor Evanghelistului Marcu, potrivit cărora Mântuitorul s-a arătat după învierea din morți "în alt chip".
La comanda unui cetățean bogat din Roma, Francesco Vittrice, Caravaggio pictează "Punerea în mormânt", una dintre cele mai desăvârșite opere ale sale. Artistul amplasează cinci figuri grupate în jurul trupului lui Iisus. Fiecare reacționează altfel: Apostolul Ioan atinge ezitant rana din coasta lui Iisus, Maica Domnului privește îndurerată la Fiul ei, Maria, soția lui Cleopa, își ridică brațele spre cer, într-o rugă deznădăjduită, Maria Magdalena plânge încet, ia Nicodim strînge la piept picioarele lui Iisus și privește, așteptând, parcă, răspuns la întrebarea: de ce?

## Caravaggismul
Scriind despre Caravaggio (1982), istoricul de artă André Chastel afirmă printre altele: "Arta lui Caravaggio a constituit saltul cel mai important în întreaga istorie a picturii italiene". Esența picturii sale, care nu cunoaște niciun fel de tabu, nu este atmosfera, vibrația culorilor sau farmecul formelor - toate acestea par a fi de la sine înțeles -, ci prezența reală, aproape fizică a trupurilor, a masei corpurilor și detaliilor". Această revoluție care a avut consecințe deosebite pentru arta europeană, a însemnat apariția curentului pictural internațional numit "caravaggism", care s-a dezvoltat în mod diferit, în funcție de specificul fiecărei țări. Bazele caravaggismului olandez au fost puse de Hendrick Terbrugghen, care între anii 1604-1614 a trăit la Roma și s-a întâlnit personal cu Caravaggio, și de Dirck van Baburen. Influența maestrului italian poate fi observată și la Frans Hals sau Jan Vermeer van Delft. În Franța, în secolul al XVII-lea, moda clasicismului îngrădește dezvoltarea caravaggismului. Totuși, la Louis Le Nain și la Georges de La Tour se recunoaște folosirea clarobscurului după modelul lui Caravaggio. Mult mai târziu, Théodore Géricault (1791-1824) demonstrează, de exemplu în tabloul "Pluta Meduzei", că și-a însușit perfect tehnica dispunerii luminii inițiată de Caravaggio. În Spania, amprentele lui Caravaggio sunt vizibile pe tablourile timpurii ale lui Velázquez. Expresivitatea personajelor și jocul dramatic al luminii din tablourile lui Caravaggio par să fi fost formula ideală pentru obținerea dinamicii ascendente în pictura religioasă spaniolă.

## Vezi și
- Caravaggio (film din 1986)